# St. Nikolaus (Göttingen-Nikolausberg)

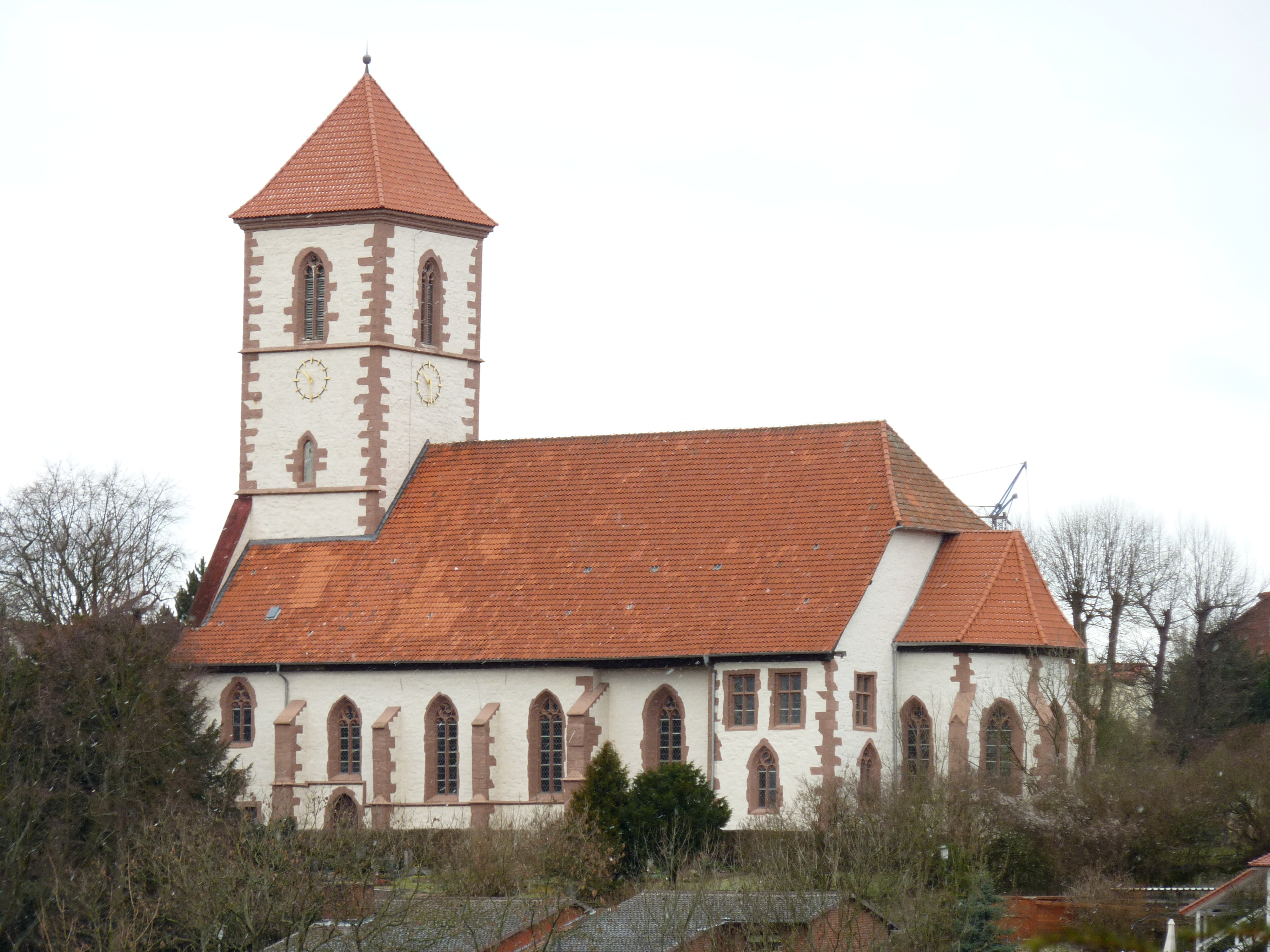
Ansicht der Klosterkirche von Südosten

Die evangelisch-lutherische Kirche St. Nikolaus im Göttinger Stadtteil Nikolausberg war ursprünglich Stiftskirche eines Augustinerinnenklosters. Die ältesten Bauteile stammen aus dem 12. Jahrhundert. Die Kirche „gehört zu den wichtigsten Zeugnissen mittelalterlicher Architektur im Göttinger Umland“ und ist romanischen Ursprungs. Sie ist Teil des Vermögens des Allgemeinen Hannoverschen Klosterfonds und wird heute durch die Klosterkammer Hannover betreut.

## Geschichte

### Anfänge
Der genaue Zeitpunkt der Klostergründung und des Kirchenbaus ist historisch nicht belegt. Allerdings lässt sich aus stilistischen Hinweisen, besonders aus Parallelen zum Kaiserdom in Königslutter sowie aus einer urkundlichen Quelle ein Baubeginn um 1150 erschließen. In der Urkunde vom 20. September 1162 bestätigt Papst Alexander III. den Nikolausberger Nonnen ihren Klosterbesitz. Dazu gehörten außer dem eigentlichen Klostergelände auch vier Hufen im Nachbardorf Roringen. Im Jahr „1180 wird es noch dort bezeugt, aber schon 1184 war der Konvent ins westlich und im wasserreichen Tal gelegene Weende umgesiedelt“. Als Ursache dafür wird die schlechte Erreichbarkeit und die fehlende Wasserversorgung angesehen.

### Bedeutung als Wallfahrtsort
Nach dem Weggang der Augustinerinnen entfaltete die dem hl. Nikolaus von Myra gewidmete Kirche wegen der dort verwahrten Nikolaus-Reliquien besondere Bedeutung als Wallfahrtsort. Aus den Jahren 1261, 1387 und 1518 sind Ablässe für Pilger überliefert, die zu der Kirche reisten. „Die Einnahmen, die vor allem am Nikolausfest reichlich flossen, stellten eine wichtige Bestandsgrundlage für das Stift in Weende dar.“ Eine bekannte Pilgerin war Herzogin Margarete, die Witwe Ottos I., die 1397 die Kirche besuchte. Für das Jahr 1430 ist eine Pilgerreise Landgraf Ludwigs von Hessen zur St.-Nikolaus-Kirche bezeugt. 1447 kam es im Kontext des Sächsischen Bruderkrieges zu einer Plünderung durch das Heer Herzog Wilhelms von Sachsen. Die Einführung der Reformation beendete die Bedeutung der Kirche als Wallfahrtsort. Doch blieb die Kirche bis in das 19. Jahrhundert ein beliebtes Ausflugsziel, wie Graffiti-Ritzungen und Inschriften an den Kirchenwänden im Chor bezeugen.

## Architektur

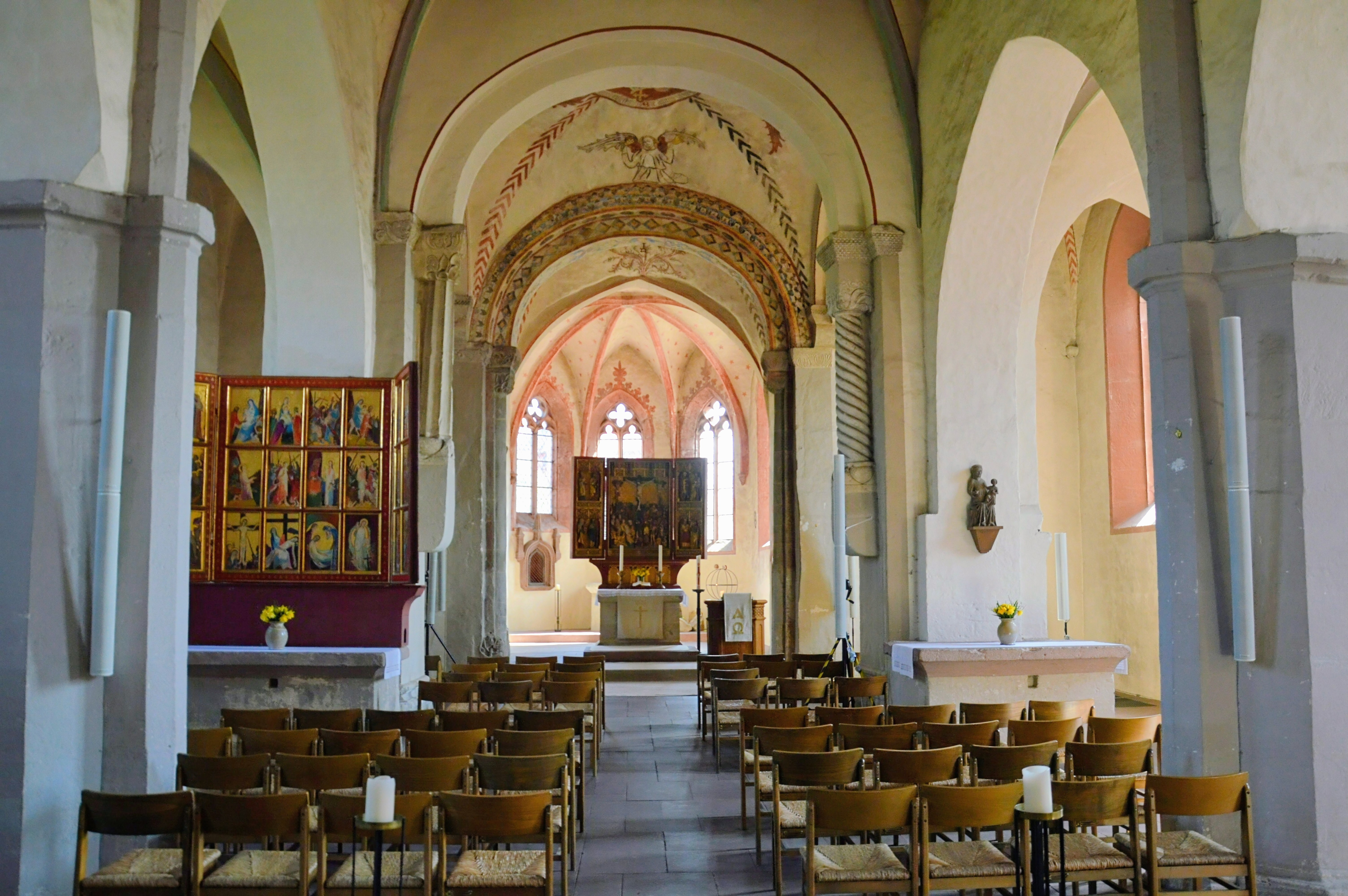
Innenraum nach Osten (2015)

Löwenskulptur an dem Eingang zum Chor

Das ursprüngliche Kirchengebäude wurde Mitte des 12. Jahrhunderts als romanische Basilika aus Kalkbruchsteinmauerwerk erbaut. Die Ecken, Einfassungen Strebepfeiler, Profile und Gesimse bestehen aus Buntsandstein.
Aus romanischer Zeit stammen noch heute das Querschiff mit Vierung und der Choransatz, sowie möglicherweise auch der Turmunterbau.
Besonders bemerkenswert ist die spätromanische Bausubstanz, darunter die Vierungspfeiler, die Vierungsbögen, Konsolen, Säulen, Kapitellen und Kämpfern mit ornamentaler und figürlicher Bauplastik.
Hervorzuheben sind die beiden „Löwenskulpturen, die an der Schwelle zum Chor in Längsrichtung oberhalb des Fußbodens liegen, nach Westen blicken und möglicherweise eine symbolische Wächterfunktion übernahmen.“ Während der Löwe am nordöstlichen Vierungspfeiler mit einem Menschen im Maul und einer Schlange an der Tatze gut erhalten ist, wurde der südliche Löwe größtenteils durch den späteren Einbau einer Kanzel zerstört. Die Löwenskulpturen sind vom Löwenportal am Kaiserdom Königslutter beeinflusst. Bemerkenswert sind auch die beiden auf Konsolen ruhenden, nahezu vollplastischen, antikisierenden Säulen, die den Unterzug des westlichen Vierungsbogens tragen. Die südliche Säule hat einen gedrehten Schaft, ein figurales Würfelkapitell und einen Kämpfer mit Schachbrettfries. Der Schaft der nördlichen ist von breiten Kanneluren durchfurcht; der Kämpfer über ihrem Blattkapitell ist mit figürlich-groteskem Motiven geschmückt.
Die Kirche wurde ab dem 14. Jahrhundert in mehreren Phasen in gotischen Formen umgebaut, wobei der romanische Chorabschluss einem gotischen Chorpolygon mit Fünfachtelschluss weichen musste. Das gotische Langhaus entstand im späten 15. Jahrhundert, wie ein überliefertes Testament zugunsten des Baus bezeugt. Anstelle der romanischen Basilika entstand eine dreischiffige, dreijöchige Staffelhalle mit Kreuzrippengewölbe. Der Schlussstein des westlichen Mittelschiffjochs trägt die Jahreszahl MCCCCCI (1501) und datiert den Abschluss der Arbeiten.

## Ausstattung

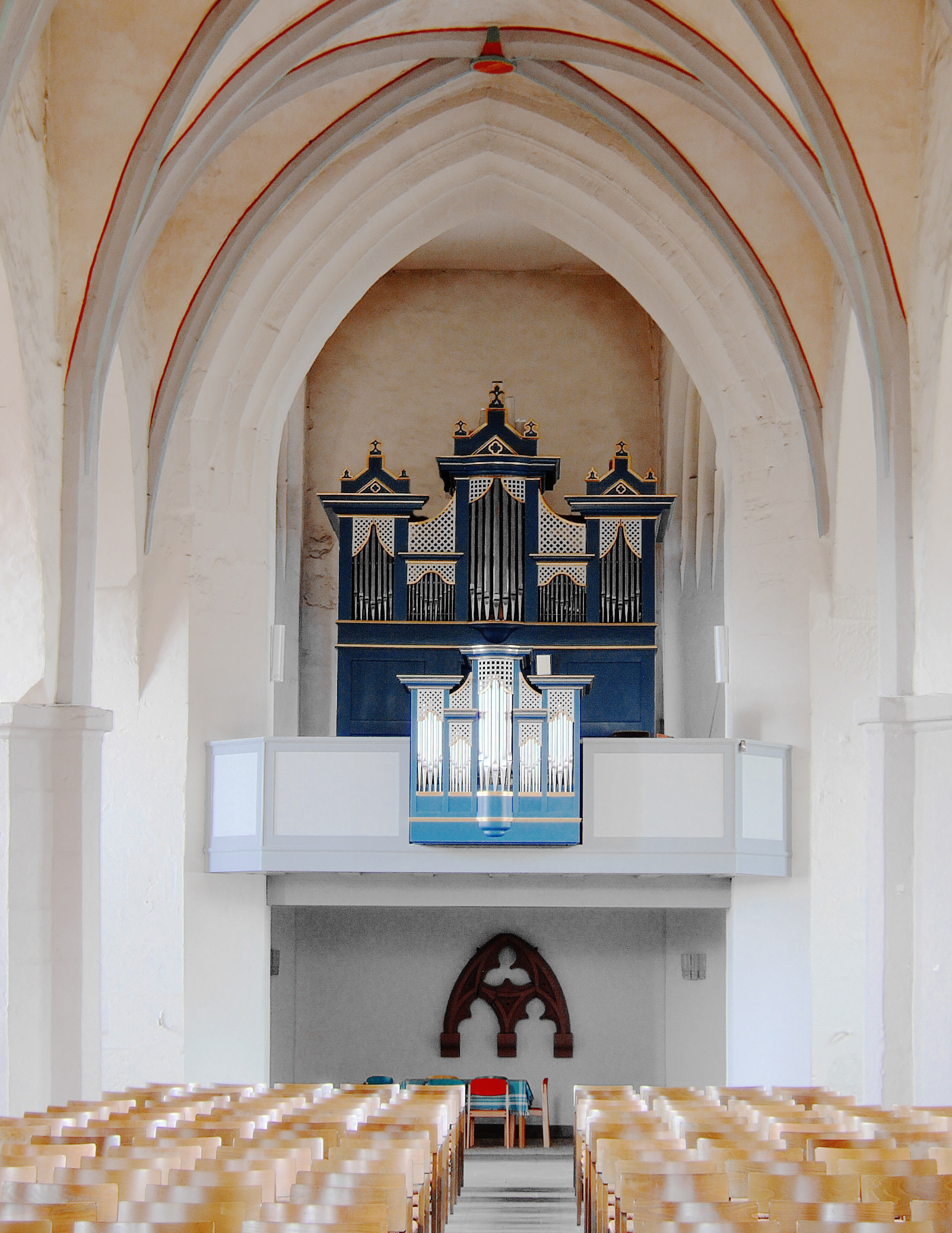
Blick durch das Langhaus in Richtung Westen (1999)

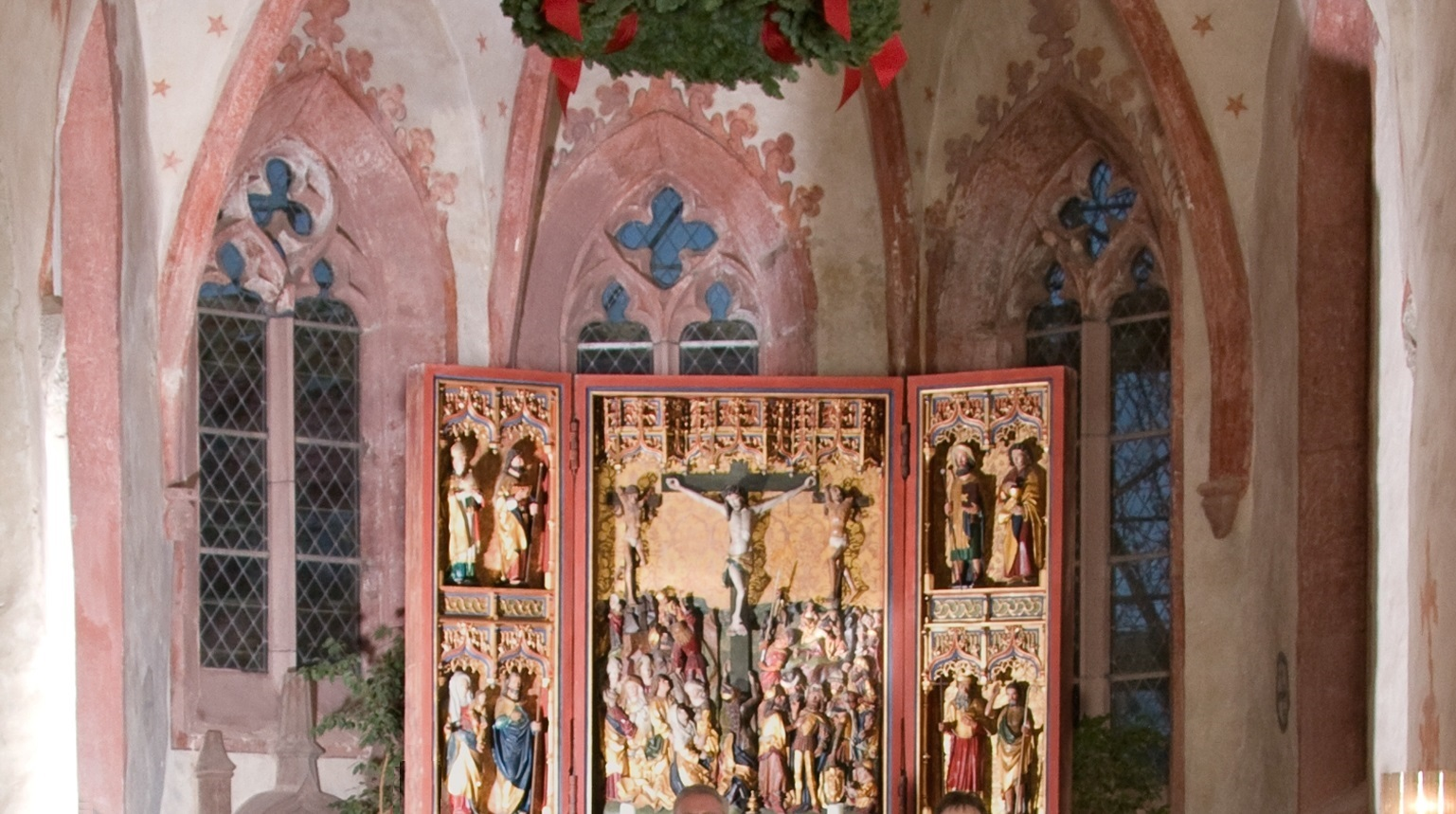
Chorraum mit Hochaltar (2007)

Der Taufstein, der heute im südlichen Querhaus aufgestellt ist, wird in das 12. Jahrhundert datiert.
In der Nische am östlichen Ende des südlichen Querhauses steht die Kopie einer romanischen Sitzmadonna.
Das Original aus der zweiten Hälfte des 12. Jahrhunderts befindet sich heute im Niedersächsischen Landesmuseum in Hannover und folgt mit streng frontalem Aufbau auf einem Thron mit gedrechselten Lehnen dem Typus der sedes sapientiae. Zur Madonnenfigur, die früher sicherlich leuchtend farbig gefasst war, gehörte ursprünglich ein sitzendes Christkind. Stilistisch wird eine Herkunft der Skulptur aus Schweden vermutet.
Eine weitere Sitzmadonna über dem südlichen Langhausaltar und eine Statue des Hl. Nikolaus im nördlichen Querhaus gehören der gotischen Zeit um 1310 an.
Unter der Westempore befindet sich eine zweitverwendete Säule, die älter als die romanische Nikolauskirche ist. Es handelt sich um eine romanische Säule mit Würfelkapitell und Schachbrettfries, die einmal die neoromanische Kanzel des 19. Jahrhunderts trug.
An den östlichen Vierungspfeilern, am Eintritt in den Chorhals, stehen unprofilierte Halbsäulen, den Unterzug tragend, ruhend auf dem Rücken  von Löwenskulpturen, die an der Schwelle zum Chor in Längsrichtung liegen.
Das Altarretabel, das heute auf dem linken Seitenaltar aufgestellt ist, entstand um 1400. Das Triptychon mit 24 gemalten Szenen aus dem Leben Jesu ist stilistisch dem Meister des Göttinger Jacobi-Altares zugeordnet. Da die Szenen auf der Mitteltafel zum Großteil völlig zerstört sind, wurden sie 1990 durch moderne Malereien von Carl Clobes ersetzt.
Der geschnitzte Hochaltar entstand um 1490. In seinem Schrein befindet sich eine Kalvarienbergdarstellung; die Flügel zeigen mehrere Heilige.
Der Steinaltar im Querschiff, der ursprünglich angebliche Reliquien des Heiligen Nikolaus bewahrte, ist heute leer.

### Ausmalung

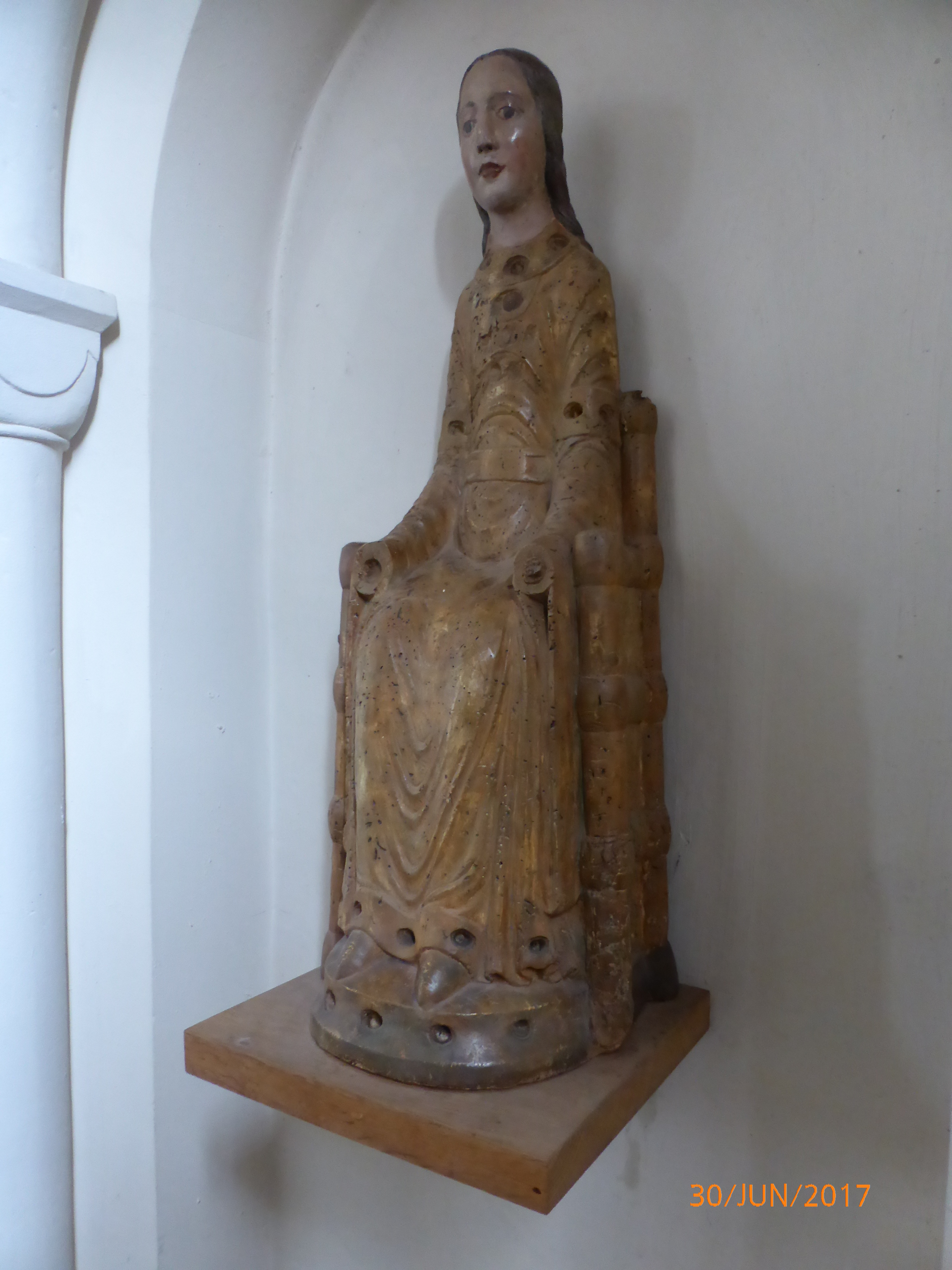
Sitzmadonna, Kopie (2017)

Ausmalung der Kirche aus dem 15. Jahrhundert

Die Bemalung des östlichen Vierungsbogens mit Medaillons, die abwechselnd Blüten und Figuren zeigen, wurde noch in romanischer Zeit angelegt. Spätere Malereien aus der Zeit des Umbaus im 15. Jahrhundert zeigen neben Ornamenten und Ranken vier musizierende Engel um das Lamm Gottes, im südlichen Querhaus das Haupt Christi sowie in den Scheiteln der Gewölbefelder die Heiligen Andreas, Petrus, Paulus und Jakobus.

## Klostergebäude
Die Klostergebäude existieren nicht mehr. Schon Conrad Wilhelm Hase erwähnte in seiner 1856 erschienenen Beschreibung, dass damals nur „hier und da im Garten des Küsters noch hervorragende Bruchstücke der Grundmauern klösterlicher Gebäude“ zu sehen waren. Bald darauf verschwanden diese Reste, denn Wilhelm Mithoff kannte sie 1873 nur noch vom Hörensagen.
Vor dem Hauptportal der Klosterkirche stehen zwei Grabplatten, wohl von früheren Pastoren der Kirche. Wappen und Inschriften sind verwittert, so dass sie nicht mehr zugeordnet werden können.
An das Nonnenkloster erinnern noch Straßennamen in Nikolausberg wie Augustinerstraße und Am Heiligenhäuschen sowie im Göttinger Stadtgebiet Nikolausberger Weg, Am Kreuze und Nonnenstieg.

## Gemeindehaus
Nordwestlich entstand nahe an der Kirche in den Jahren 1971–1972 ein Gemeindehaus mit einem Gemeindesaal und Gruppenräumen für Jugendliche anstelle der früher hier stehenden Volksschule. Bauherr des kontrastierend zur Klosterkirche in Flachdachbauweise und mit weißem Sichtmauerwerk entworfenen Gebäudes war die Stadt Göttingen; die Planung und Bauleitung lagen bei den Architekten Gerhard Brütt und Heinrich Matthies (Göttingen).

## Pastoren und Pastorinnen
- 1971–1992: Karl-Friedrich Ubbelohde (* 25. Juni 1936 in Stade, † 4. Februar 2017 in Nordenau[18])
- seit 2014 (als Gastdienstler): Heinz Behrends[19][20]
- 2023: Anna Kiefner (seit 2020[21]) und Karin Klement (Vertretung seit 2022[22])